# Costa Concordia
Costa Concordia – włoski statek wycieczkowy. Był to pierwszy statek z sześciu jednostek nazwanych typem Concordia (pozostałe to: „Costa Serena”, „Costa Pacifica”, „Costa Favolosa”, „Costa Fascinosa” i „Carnival Splendor”).
W chwili wodowania był największym pod względem liczby miejsc statkiem pasażerskim pod europejską banderą. Budowa statku kosztowała 467 milionów euro. Na pokładzie znajdowało się między innymi spa o powierzchni 2104 metrów kwadratowych (największe kiedykolwiek wybudowane na statku), cztery baseny, trzynaście barów i pięć restauracji, trzykondygnacyjne kino, kasyno i dyskoteka.

## Zatonięcie

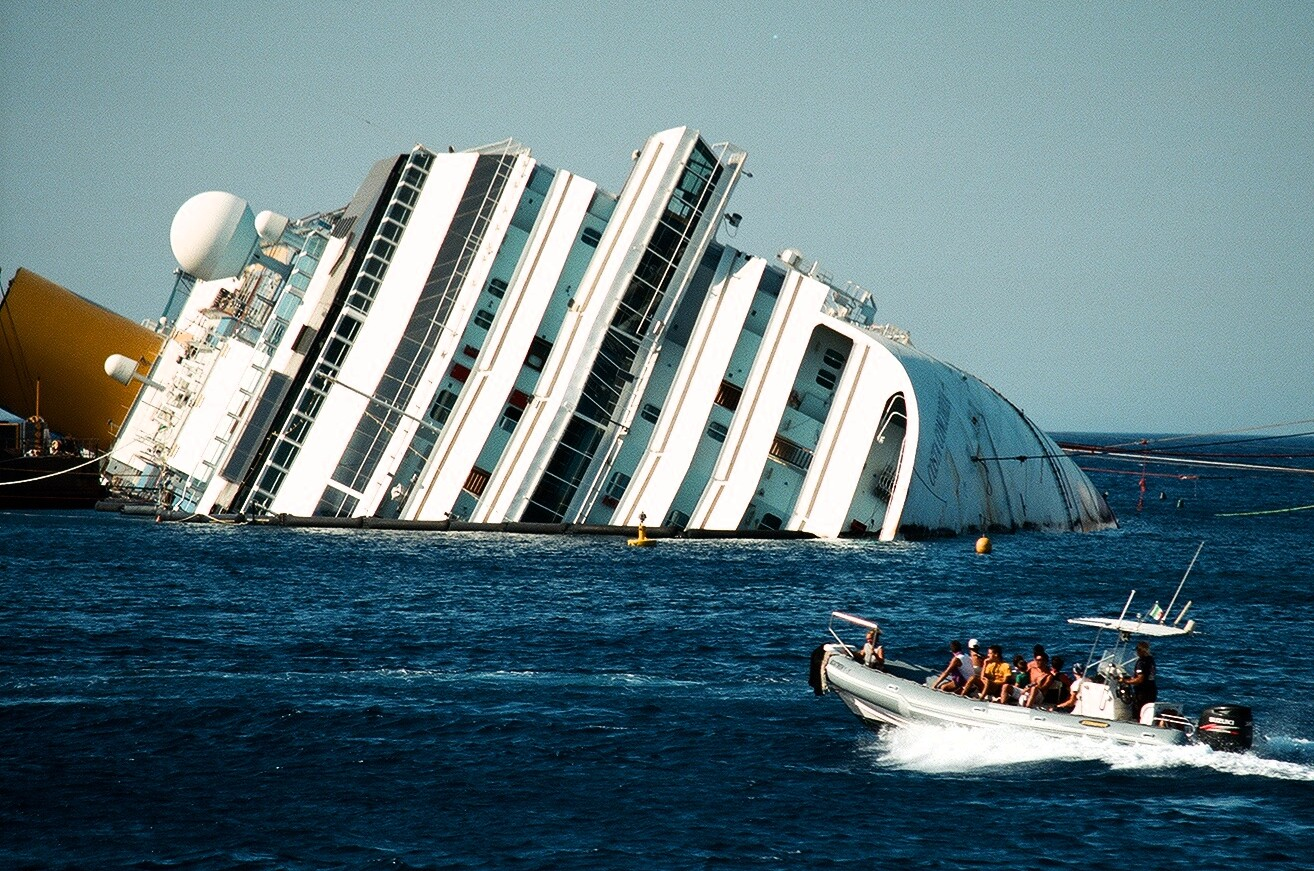
Wrak statku Costa Concordia

W piątek, 13 stycznia 2012 około godziny 21 czasu lokalnego statek prowadzony przez kapitana Francesco Schettino rozbił się o skały w pobliżu wyspy Isola del Giglio w kilka godzin po wyjściu z portu Civitavecchia. W wyniku tego wypadku zginęły 32 osoby. Statek był w trakcie siedmiodniowego rejsu na trasie Savona, Marsylia, Barcelona, Palma de Mallorca, Tunis, Palermo.
W dniach 16–17 września 2013 r. wrak statku podniesiono, po czym został on odholowany do Genui i zezłomowamy.